# Vijayanta
Vijayanta (česky: Vítěz) byl indický hlavní bojový tank vyráběný v 70.-80. letech 20. století. Tank byl licenční variantou britského typu Vickers MBT Mk.1. Později na jeho základě vzniklo několik dalších typů obrněných vozidel, například samohybné dělo Catapult. Indickou armádou byl nasazen roku 1971 v Indicko-pákistánské válce a roku 1984 v operaci Blue Star, obsazení sikhské svatyně Hari Mandir Sáhib v Amritsaru. Ze služby byl vyřazován v letech 2000-2007.

## Historie

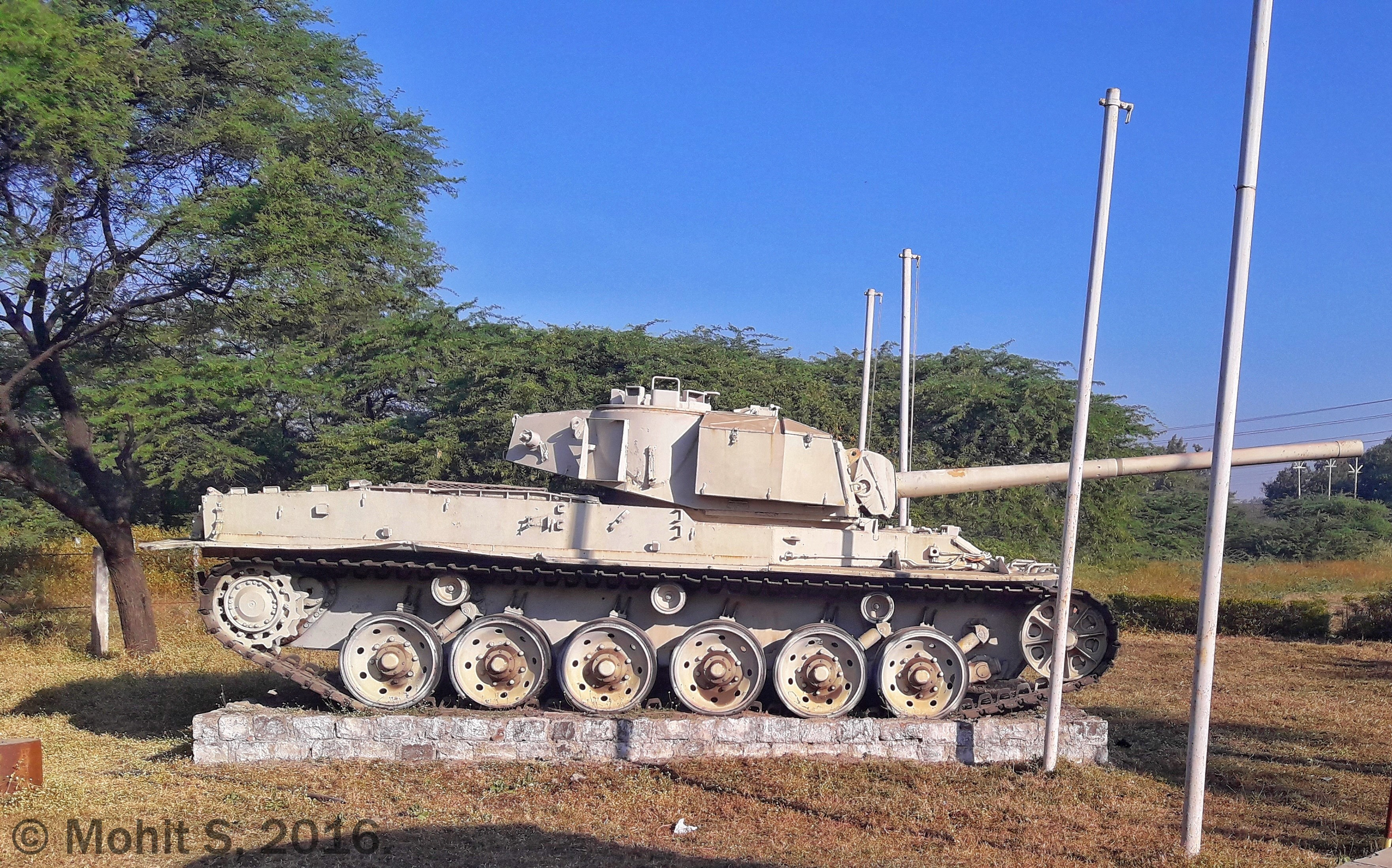
Vijayanta

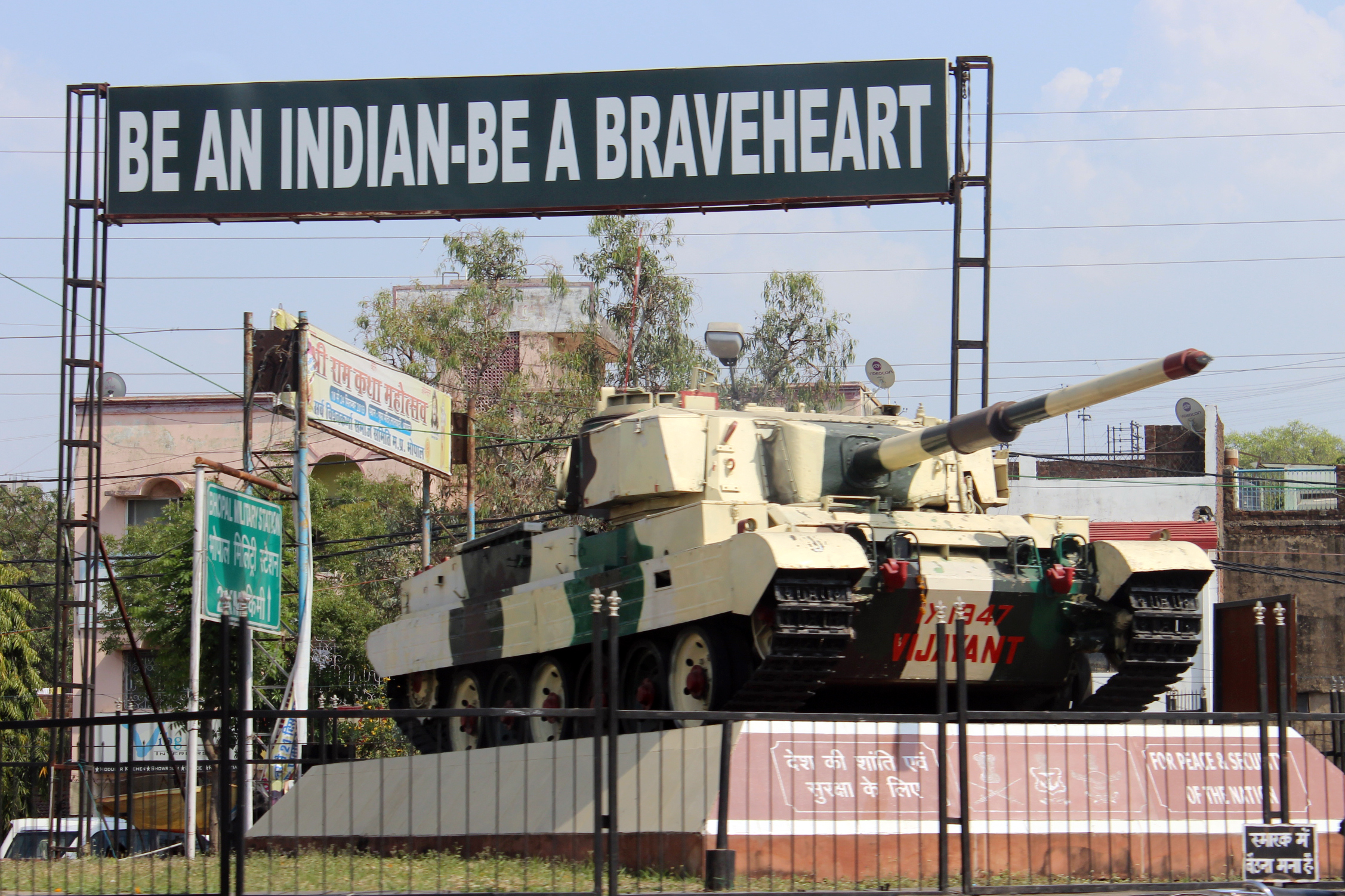
Vijayanta vystavený v Bhopálu

Vývoj hlavního bojového tanku Vickers MBT byl soukromou iniciativou britské zbrojovky Vickers, jejímž cílem bylo získat jednoduchý, levný, ale účinný tank pro export. Konstrukčně vycházel z tanku Centurion, doplněného o komponenty modernějšího typu Chieftain.
Roku 1960 byly postaveny dva prototypy, z nichž jeden byl odeslán do Indie ke zkouškám. Indická vláda a Vickers uzavřeli roku 1961 dohodu o licenční výrobě tanku Vickers MBT Mk.1. Tank byl pojmenován Vijayanta. Výroba začala roku 1964 ve Velké Británii. Tato série dala 90 kusů. Roku 1965 byla výroba spuštěna také v indickém závodu Heavy Vehicles Factory v Avadi v oblasti Čennaí. Výroba tanků tohoto typu byla ukončena roku 1986 a výroba náhradních dílů roku 1989. Uvádí se, že bylo postaveno až 2200 tanků tohoto typu.
Roku 1981 byl spuštěn projekt Bison, jehož cílem byla rozsáhlá modernizace tanku Vijayanta. Roku 1987 byl ukončen. Úsilí o modernizaci tanku tím neskončilo. V letech 1995-1996 proběhly zkoušky dvou tanků vybavených novým motorem, avšak sužovala je řada technických problémů. V roce 1997 tak byly pokusy o modernizaci pohonného systému tanků ukončeny.

## Konstrukce
Tank měl čtyřčlennou posádku (řidič, velitel, střelec a nabíječ). Podvozek tanku měl na každém boku šest pojezdových kol, hnací kolo, napínací kolo a tři nosné kladky. Korba byla vyráběna svařováním z homogenní oceli silné až 80 mm. Tank byl vyzbrojen britským 105mm kanónem L7 (později modernějším L7A2) s drážkovaným vývrtem hlavně a zásobou 44 nábojů. Sekundární výzbroj tvořily dva 12,7mm kulomety a jeden 7,62mm kulomet. Poháněl jej dieselový motor Leyland L-60 o výkonu 399 kW.

## Služba

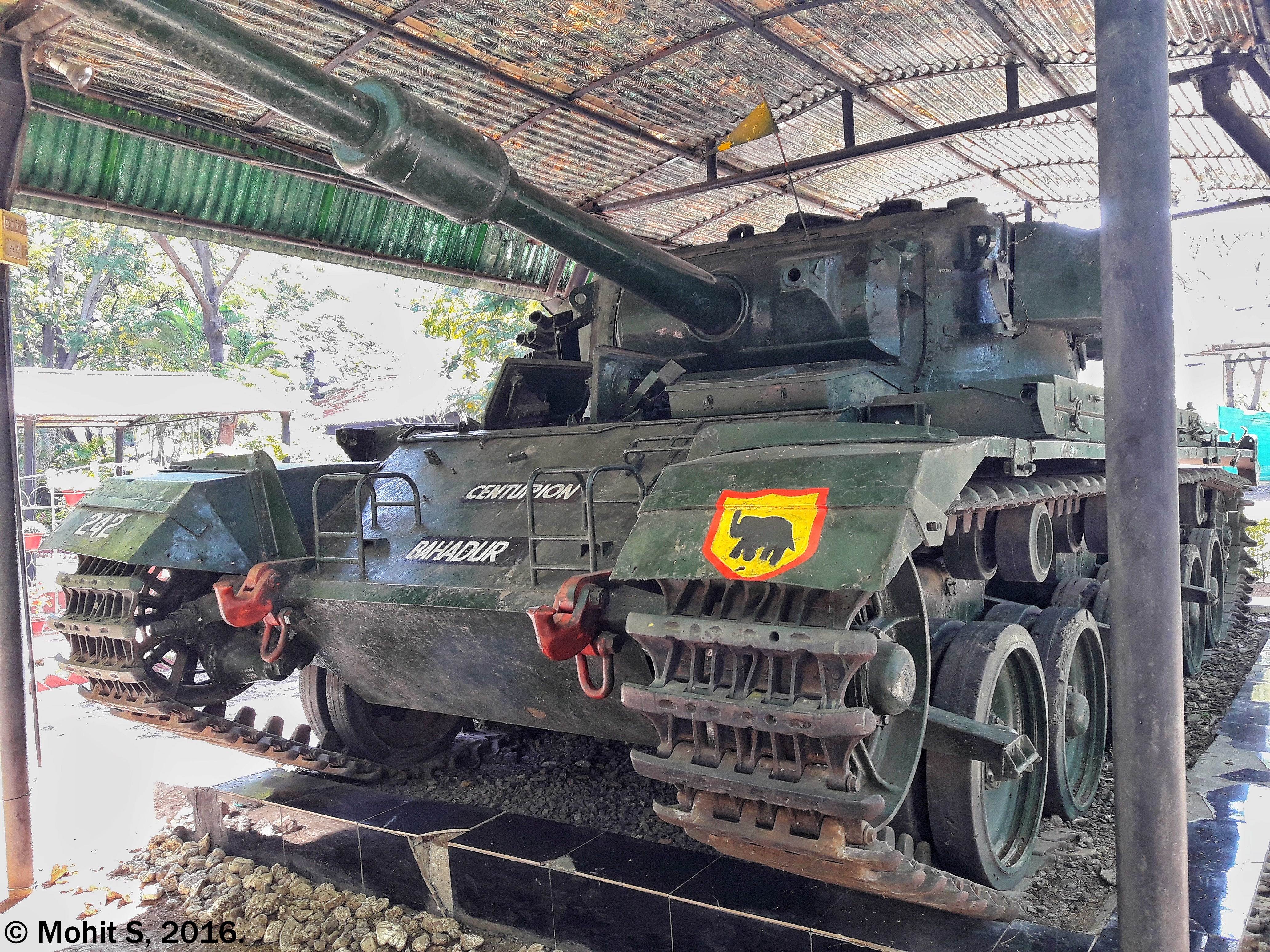
Vijayanta

Během služby tank značně zastaral. Zaostával mimo jiné v palebné síle, odolnosti, pohonném systému, nebo elektronice. Na konci 90. let bylo rozhodnuto o jeho vyřazení, útvary si jej však měly ponechat až do dodání tanků nových (typu T-72 a T-90).

## Varianty
- Vijayanta Mark 1
- Vijayanta Mark 1A
- Vijayanta Mark 1B
- Vijayanta Mark 1C
- Vijayanta Mark 2
- M-46 Catapult – Samohybné dělo vyzbrojené sovětským 130mm kanónem M-46.
- Vijayanta ARV (Armoured Recovery Vehicle) – Obrněné vyprošťovací vozidlo.[1]
- Vijayanta CEAsE (Canal Embankment Assault Equipment) – Speciální mostní tank vyrobený v počtu šesti kusů.[1]
- KARTIK AVLB – Mostní tank vyvinutý roku 1986.[1]